# Avenida Juramento
La avenida Juramento es una de las principales avenidas de los barrios de Belgrano y Villa Urquiza de la ciudad de Buenos Aires, Argentina.
Su nombre homenajea al Juramento a la Bandera Nacional, sobre la margen del río Paraná, impuesto por Ordenanza de fecha 27 de noviembre de 1893.

## Características

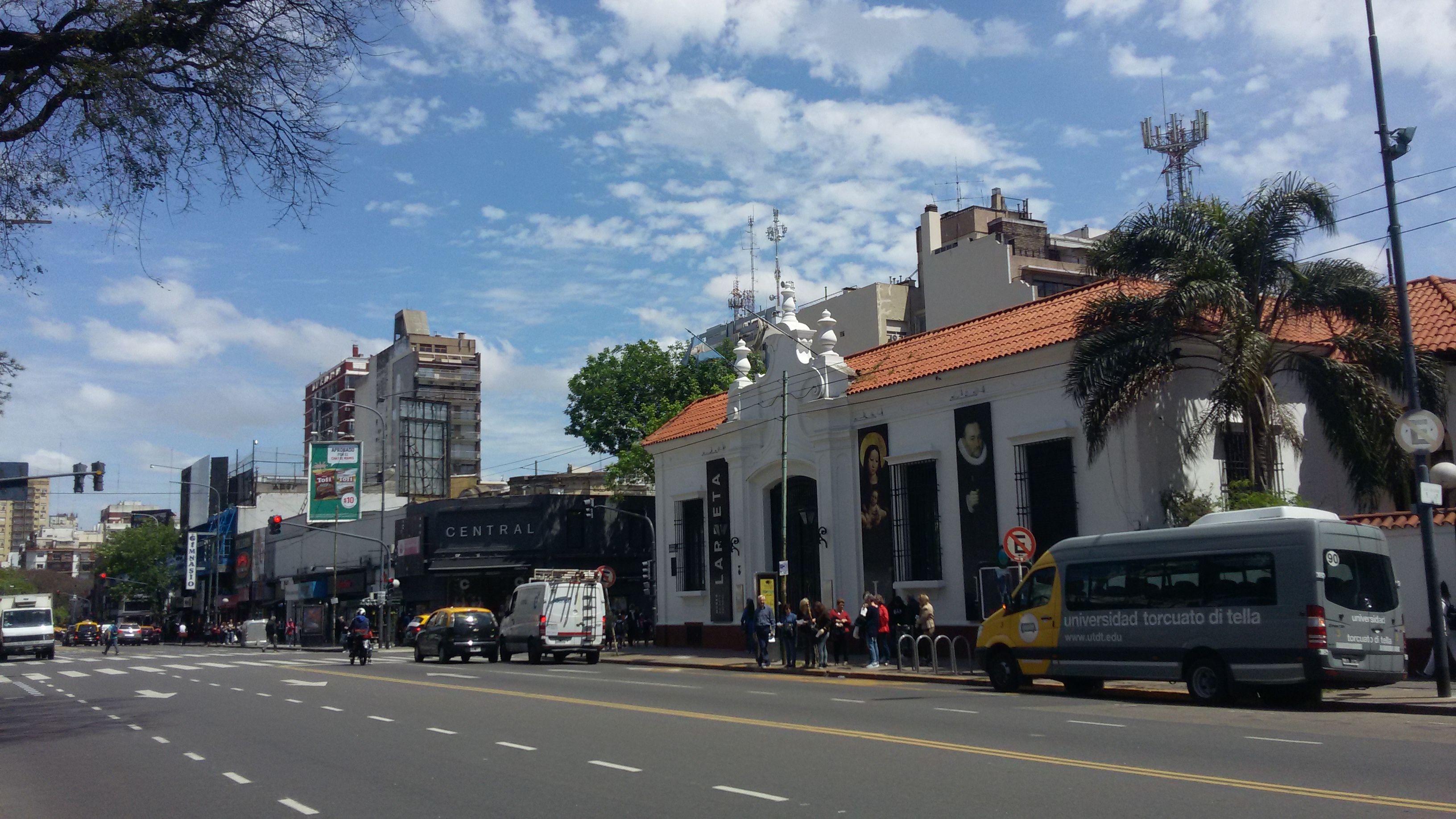
Avenida Juramento cerca del Museo de Arte Español Enrique Larreta.

La avenida Juramento posee cierta cantidad de comercios cerca del cruce con la avenida Cabildo, aproximadamente unas cuatro o cinco cuadras antes y después del cruce con esta avenida. El resto del recorrido es sobre todo residencial, pero con zonas de comercios sobre todo en las cercanías con avenidas que la cruzan.

### Avenida y calle
La avenida Juramento es tal dentro del recorrido desde la avenida Vertiz, hasta la avenida Cabildo. En el resto del recorrido, Juramento es una calle de una sola vía (mano). Sin embargo, está pendiente su ensanche entre la avenida Cabildo y la avenida Crámer, existiendo actualmente pocos inmuebles que sobrepasen la línea de retiro obligatorio; incluso dos de las cinco manzanas ya se encuentran completamente retiradas.

## Recorrido
La avenida tiene un trazado en sentido noreste a sudoeste que comienza casi en el Río de la Plata, en el barrio de Belgrano, específicamente en su intersección con la avenida Figueroa Alcorta
Al final de su recorrido coincide con su cruce con la avenida de los Constituyentes, justo enfrente del barrio de Villa Pueyrredón. Luego del cruce con la citada arteria vial, la avenida Juramento se convierte en calle José Cubas (es decir cuando entra en el barrio de Villa Pueyrredón).

## Cruces importantes y lugares de interés

#### Belgrano
- 600: Avenida Figueroa Alcorta - Paseo de las Américas - Puente Raúl Scalabrini Ortiz a Ciudad Universitaria de Buenos Aires - inicio de tramo hacia el sudoeste
- 1500: Avenida del Libertador - Barrio Chino
- 1700: Calle Arribeños - Arco del Barrio Chino - Cruce bajo el Ramal Retiro - Tigre del Ferrocarril General Bartolomé Mitre - Estación Belgrano C
- 1750: Avenida Virrey Vértiz - Barrancas de Belgrano - inicio de tramo doble mano
- 2300: Calle Vuelta de Obligado - Museo de Arte Español Enrique Larreta - Parroquia Inmaculada Concepción - Plaza Manuel Belgrano
- 2400: Avenida Cabildo - Estación Juramento de la Línea D del Subte de Buenos Aires - Metrobús del Norte parada Juramento - Inicio de tramo hacia el sudoeste
- 2500: Calle Ciudad de La Paz - Mercado de Belgrano - Plaza Noruega
- 2900: Avenida Crámer
- 3250: Tramo interrumpido por el Ramal Retiro - Rosario del Ferrocarril General Bartolomé Mitre - Estación Belgrano R - Plaza Juan José Castelli
- 3500: Avenida Melián - Embajada de Arabia Saudita

#### Villa Urquiza
- 4300: Calle Donado - Plaza Gral. Zapiola
- 4700: Avenida Álvarez Thomas
- 4800: Avenida Combatientes de Malvinas
- 5100: Avenida Triunvirato - Estación Echeverría de la Línea B del Subte de Buenos Aires)
- 5900: Avenida de los Constituyentes - Calle José Cubas